# Allbau
Allbau ist der Name eines Wohnungs- und Dienstleistungsunternehmens in der Rechtsform der Gesellschaft mit beschränkter Haftung mit Sitz und Tätigkeitsschwerpunkt in Essen. Mit ihren 17.653 eigenen Mietwohnungen in 2.790 Häusern sowie 256 Gewerbeobjekten und 5.329 Garagen und Stellplätzen ist sie der größte in Essen ansässige Immobilienanbieter (Stand: 31. Dezember 2021). Das Unternehmen wurde als „Allgemeiner Bauverein Essen AG“ am 17. April 1919 als gemeinnützige Baugesellschaft gegründet.

## Eigentumsverhältnisse, Unternehmensstruktur und Aufgaben
Die Stadt Essen verkaufte 1990 ihre 96 % der Aktien an der damaligen Allbau AG größtenteils an die städtische Holding Essener Versorgungs- und Verkehrsgesellschaft mbH (EVV) aus Stadtwerken (SWE) und Verkehrsbetrieben (EVAG) sowie an die Sparkasse Essen. Die Allbau ist reine Vermögens- und Besitzgesellschaft. Die Anteile hieran halten zurzeit die Stadt Essen mit 84,43 % und die Sparkasse Essen mit 15,01 % sowie weitere öffentlich-rechtliche Körperschaften und natürliche Personen.
Im Geschäftsjahr 2021 hat die Mehrheitsgesellschafterin IME darüber hinaus weitere Anteile diverser Minderheitsgesellschafter (0,56 %) erworben und hält somit zum 31. Dezember 2021 nun 84,99 % der Anteile. Der Anteil der Sparkasse Essen mit 15,01 % blieb unverändert.
Die Bewirtschaftungs- und Entwicklungsleistungen – sowohl für den eigenen als auch für Fremdbestand – werden verantwortlich durch die 100%ige Tochtergesellschaft der Allbau, die Allbau Managementgesellschaft mbH (AMG), erbracht. In dieser ist auch sämtliches Personal gebündelt – mit 132 Mitarbeitern (Stand 31. Dezember 2021).

### Aufgabenbereiche
Allbau:
- Immobilienbewirtschaftung und Bauträgergeschäft

Allbau Managementgesellschaft mbH:
- Stadt- und Quartiersentwicklung, Stadtumbau
- Projektentwicklung
- Baubetreuung, Facility-Management
- Kabelnetzbetrieb
- Betreuung und Entwicklung kommunaler Liegenschaften

| Beteiligungen der Allbau                               | Prozent  |
| ------------------------------------------------------ | -------- |
| Allbau Managementgesellschaft mbH                      | 100,00 % |
| Altstadt-Baugesellschaft mbH & Co. KG                  | 99,90 %  |
| AVW GmbH & Co. KG                                      | 0,20 %   |
| ISE ImmobilienService Essen GmbH                       | 100,00 % |
| Triple Z                                               | 22,22 %  |
| Entwicklungsgesellschaft Universitätsviertel Essen mbH | 23,00 %  |

## Geschichte

### 1919: Linderung der Wohnungsnot und künstlerischer Anspruch
Die Gründung des Allgemeinen Bauverein Essen AG (Allbau) im Jahre 1919 ist vor allem auf die sozialen Bemühungen zur Bewältigung der Wohnungsnot nach dem Ersten Weltkrieg zurückzuführen. In der ersten Programmschrift des Allbau mit dem Titel „Wollen und Können“ heißt es: „Der enge Zusammenhang von sozialem Engagement, ökonomischem Nutzen, technischem Fortschritt und künstlerischer Ausgestaltung bestimmte die Leitbilder des jungen Unternehmens.“
Vor allem der damalige Oberbürgermeister und spätere Reichskanzler Hans Luther, der Beigeordnete und Stadtplaner Robert Schmidt sowie die Architektengruppe um Josef Rings, Wilhelm Schulte und Baurat Robert Schmohl setzten sich für die Allbau-Idee ein. Das Gründungskapital zeichneten zu 2/3 die Stadt Essen und zu 1/3 Institutionen und Privatpersonen. Zur gleichen Zeit wurde die staatliche Bauförderung eingerichtet, die sich der neu gegründete Bauverein zunutze machte.

### 1930–1945: Gemeinnützigkeit und große Zerstörung
Aus Gründen der Gemeinnützigkeit strukturierte sich der Allgemeine Bauverein bereits Ende der 20er Jahre um. Die gewerblichen Einrichtungen wie Ziegeleien und Ähnliches wurden in die Altstadt Baugesellschaft mbH übertragen. Der Vorstand bzw. Geschäftsführer amtiert bis heute in Personalunion für beide Gesellschaften. Bereits um 1930 betrug der Wohnungsbestand der Gesellschaft knapp 2.000 Wohnungen. Die Zahl von 950 Sozialwohnungen in Essen deckte der Allbau zu annähernd 100 % ab. Die katastrophalen Folgen des Zweiten Weltkrieges zerstörten über 30 % des Baubestandes des Allbau.

### 1945–1967: Wiederaufbau und Modernisierung
Der Allbau hat am Wiederaufbau von Wohnungen in der Stadt Essen im Zeitraum von 1945 bis 1967 einen maßgeblichen Anteil von über sieben Prozent. In dieser Zeit stieg der Wohnungsbestand von 4.150 auf 13.775. Bis heute hat der Allbau eine Bauleistung von mehr als 20.000 Wohneinheiten seit Gründung bewältigt.
Hierfür stehen unter anderem die modifizierte Gartenstadtsiedlung Feldhaushof in den 20er Jahren mit dem Allbauweg in Huttrop, das Isinger Feld als verdichtetes Wohnungsneubauprojekt der 60er Jahre, der Wohnpark Kraienbruch mit neuen Methoden zur Energieeinsparung Anfang der 90er Jahre und die Dilldorfer Höhe (Baubeginn: 1997) als größtes zusammenhängendes Wohnbauprojekt in Essen seit den 70er Jahren. Nachdem der Wiederaufbau gelungen war, die Bevölkerungszahlen abnahmen und die Mangelsituation der ersten Nachkriegsjahre gedeckt war, rücken nunmehr qualitative Aspekte verstärkt in den Vordergrund durch Sanierungs- und Modernisierungsprogramme.

### 1990: Selbstverpflichtung zur Gemeinnützigkeit
Einen Einschnitt in die Geschichte des Allbau stellt das Ende der gesetzlichen Regelung zur Gemeinnützigkeit im Wohnungswesen zum 1. Januar 1990 dar. Der Allbau begegnete dieser Situation durch eine Selbstverpflichtung in der Satzung vom 15. August 1990 im Sinne des bisherigen wohnungspolitischen Auftrags: „Gegenstand und Zweck der Gesellschaft ist vorrangig, ein sicheres und sozial verantwortbares Wohnen zu gewährleisten (gemeinnütziger Zweck).“

### 1989/90: Vom Vermieter zum Dienstleister
Mit dem Beginn der Ära des Vorstandes Dietrich Goldmann 1989 ist eine Neuausrichtung des Allbau vom reinen Vermieter zum Dienstleister erfolgt, die durch seinen Nachfolger Dirk Miklikowski (seit 2007) weiter entwickelt wird. So gibt es beispielsweise neben dem Haupt-Kundencenter am Kennedyplatz 5 in der City verschiedene „AllbauPunkte“ in Stadtteilen, die zusätzlich Anlaufstellen für (potentielle) Kunden sind. Auch das Dienstleistungsspektrum für Kunden wurde erweitert. Treppenhausreinigung, Winterdienst, Reparatur-, Umzugs- und IT-Service, Hausnotruf, Energiesparberatung, Raumgestaltung und Schlüsseldepot gehören zum Service-Portfolio. Wichtiger Servicebaustein ist auch die seit Oktober 2013 neu geschaffene Hausmeister-Organisation. 30 Hausmeister der im Juli 2013 neu gegründeten ImmobilienService Essen GmbH (ISE), ein Gemeinschaftsunternehmen der Allbau-Gruppe und der Reinigungsgesellschaft Essen GmbH (RGE), bieten den Allbau-Mieterinnen noch mehr Service und kümmern sich intensiv um den Bestand.
Zusätzlich bindet der Allbau die Stadtentwicklungs-Ziele der Stadt Essen in sein unternehmerisches Handeln ein und ist an Stadtumbauprojekten (z. B. in Essen-Altendorf, nördliche Innenstadt) beteiligt, aber auch an Flächenentwicklungen (Grüne Mitte Essen, Cranachhöfe in Holsterhausen) und am Neubau und der Sanierung von Kindertagesstätten.
Dies alles sind Eckpfeiler der Unternehmensstrategie 2020, mit der der Allbau „die optimale Balance zwischen Ausbau der wirtschaftlichen Leistungsfähigkeit, einer nachhaltigen ganzheitlichen Stadt- und Stadtteilentwicklung und dem Engagement für den sozialen Ausgleich in den Wohnquartieren“ erreichen möchte.

### 1997: Änderung der Eigentumsverhältnisse
Diese Ausrichtung stand in Frage, als Vertreter aus der Kommunalpolitik 1997 einen Verkauf des Unternehmens befürworteten. Die rund 96 % der Aktien in den Händen der Stadt wurden schließlich zu 82 % an die städtische Holding aus Stadtwerken (SWE) und Verkehrsbetrieben (EVAG) und zu 14 % an die Sparkasse Essen verkauft und übertragen. Der Kaufpreis von 752 Mio. DM an die Stadt Essen zwang das Unternehmen nun auf einen ergebnisorientierten betriebswirtschaftlichen Weg. Die Ziele des Unternehmens sind, wie bei vielen kommunalen Unternehmen, doppelköpfig: Öffentlicher Zweck und Wirtschaftlichkeit müssen beide erreicht werden.

### 1999: Allbau wird GmbH
Die Allbau GmbH ist seit dem 1. Januar 1999 eine reine Vermögensgesellschaft, die sich nur noch mit der Verwaltung und Nutzung des eigenen Vermögens befasst. Eigenes Personal benötigt sie dazu nicht mehr. Die Allbau Managementgesellschaft mbH (AMG) ist 100%ige Tochter der Allbau GmbH. Sie besteht seit 1992. Seit dem 1. Januar 1999 hielt sie das gesamte Personal der Allbau GmbH und bewirtschaftet seitdem alle Immobilien der Allbau GmbH.

### 2020: Immobilienkompetenzzentrum der Stadt Essen
Zum 1. Januar 2020 wurden die Allbau-Unternehmensgruppe und die Grundstücksverwaltung Stadt Essen GmbH mit ihren Beteiligungsgesellschaften zu einem Immobilienkompetenzzentrum der Stadt Essen, der Immobilien Management Essen (IME), zusammengelegt und die Aufgaben der jeweiligen Aufsichtsräte per Gesellschafterbeschluss auf einen neu konstituierten Aufsichtsrat der IME übertragen.
Die Geschäftsführung der IME verantworten Dirk Miklikowski und nebenamtlich Martin Harter. Dirk Miklikowski ist Allein-Geschäftsführer in allen Beteiligungsgesellschaften der IME.

## Die Allbau-Stiftung
Zu ihrem 75-jährigen Bestehen gründete der Allbau 1994 die Allbau-Stiftung als unselbstständige Stiftung in der Verwaltung der Stadt Essen und stattete sie mit zwei Millionen D-Mark aus. Zum 1150-jährigen Bestehen der Stadt Essen im Jahre 2002 stattete der Allbau „seine“ Stiftung mit weiteren 300.000 Euro aus. Heute beträgt das Stiftungskapital rund 2,2 Mio. Euro.
Von 1994 bis heute konnten über 920 Essener Projekte aus den Bereichen Kunst und Kultur mit mehr als 2,02 Mio. Euro gefördert werden. Sie decken das gesamte Spektrum der Stadtteilkultur ab, angefangen beim Theater – insbesondere dem Tanztheater – über Literatur, Musik und die bildende Kunst.